# 클라리스 르 비앙
클라리스 르 비앙(프랑스어: Clarisse Le Bihan, 1994년 12월 14일 ~ )은 프랑스의 여자 축구 선수이다. 포지션은 공격수이며, 현재 프랑스 디비지옹 1 페미닌의 몽펠리에 HSC에서 활동하고 있다.

## 클럽 경력
2000년부터 2009년까지 US 캥페를레, PD 에르게 가베리크, 캥페르 CFC 산하 청소년 축구단에서 활동했다. 2009년부터 2016년까지 EA 갱강(2009년부터 2011년까지는 스타드 브리오생) 소속으로 활동했고 2016년에 몽펠리에 HSC로 이적했다.

## 국가대표 경력
2010년부터 2014년까지 프랑스 여자 U-17, U-19, U-20 축구 국가대표팀 선수로 활동했다. 스위스에서 개최된 2011년 UEFA U-17 여자 축구 선수권 대회에서는 프랑스의 준우승에 기여했으며 웨일스에서 개최된 2013년 UEFA U-19 여자 축구 선수권 대회에서 프랑스의 우승에 기여했다.
캐나다에서 개최된 2014년 FIFA U-20 여자 월드컵에서는 프랑스가 3위를 차지하는 데에 기여했으며 대한민국 광주에서 개최된 2015년 하계 유니버시아드에서는 프랑스의 여자 축구 금메달에 기여했다. 2015년 9월 19일에 열린 브라질과의 경기에서 처음 출전하면서 프랑스 여자 축구 국가대표팀 선수로 데뷔했고 네덜란드에서 개최된 UEFA 여자 유로 2017에 참가했다.